# Regiões da Namíbia
Namíbia é dividida em 14 regiões administrativas:
| #  | Região            | Capital       | População 2001 | Área km² | População densidade /km² |
| -- | ----------------- | ------------- | -------------- | -------- | ------------------------ |
| 1  | Erongo            | Swakopmund    | 100 663        | 63 579   | 2                        |
| 2  | Hardap            | Mariental     | 68 249         | 109 651  | 1                        |
| 3  | Karas             | Keetmanshoop  | 69 329         | 161 215  | 0.5                      |
| 4  | Kavango Oriental  | Rundu         | 115,447        | 25,576   | 4.5                      |
| 5  | Kavango Ocidental | Nkurenkuru    | 107,905        | 23,166   | 4.7                      |
| 6  | Khomas            | Windhoek      | 250 262        | 37 007   | 7                        |
| 7  | Kunene            | Outjo         | 68 735         | 115 293  | 1                        |
| 8  | Ohangwena         | Eenhana       | 228 384        | 10 703   | 21                       |
| 9  | Omaheke           | Gobabis       | 68 039         | 84 612   | 8                        |
| 10 | Omusati           | Outapi        | 228 842        | 26 573   | 9                        |
| 11 | Oshana            | Oshakati      | 161 916        | 8 653    | 19                       |
| 12 | Oshikoto          | Tsumeb        | 161 007        | 38 653   | 4                        |
| 13 | Otjozondjupa      | Okahandja     | 135 384        | 105 185  | 1                        |
| 14 | Zambezi           | Katima Mulilo | 79 826         | 14 528   | 6                        |

## Mapa das regiões
| Regiões da Namíbia |
| Mapa das regiões admininstrativas da Namíbia. |
| 1. Kunene 2. Omusati 3. Oshana 4. Ohangwena 5. Oshikoto 6. Kavango Ocidental 7. Kavango Oriental 8. Zambezi 9. Erongo 10. Otjozondjupa 11. Omaheke 12. Khomas 13. Hardap 14. Karas |